# Andrea Ugalde
Andrea Cristina Ugalde Prieto es una directora y guionista chilena que ha trabajado en diversos proyectos audiovisuales. Se hizo conocida por la dirección de la película El Regalo junto a su marido Cristián Galaz. pero su carrera había comenzado antes como asistente de dirección, productora ejecutiva y distribuidora de otras películas.

## Carrera
Se licenció en arquitectura en la Universidad de Chile en 1980 y luego comunicación audiovisual en el Instituto de Artes de la Comunicación de Chile. En sus inicios ejerció como asistente de dirección en la productora Nueva Imagen.
Durante los años 90 trabajó junto a su marido, el también director Cristián Galaz, en la productora fundada por él, Cebra Producciones, donde se dedicó a la distribución de películas para cine como Taxi para tres, Paraíso B, El Chacotero Sentimental y Ratas, Ratones, Rateros.
Durante el año 2006 realizó la producción ejecutiva de la miniserie Héroes, producida por Delirio Films y emitida por Canal 13. En esta miniserie codirigió el capítulo llamado Manuel Rodríguez, hijo de la rebeldía.
El año 2008 dirigió la película El Regalo junto a Cristián Galaz.

## Película
La película El Regalo fue codirigida por Andrea Ugalde y su marido Cristián Galaz. 
Trata de tres amigos en la tercera edad. Uno de ellos está pasando por un momento difícil y los otros deciden regalarle un viaje para animarlo. El paseo estará lleno de sopresas y cambiará las vidas de todos.
La película es una comedia que invita a reflexionar sobre las posibilidades de disfrutar en cualquier etapa de la vida.
En el Festival Internacional de Cine de Viña de Mar del año 2008, la película ganó los premios del Jurado Joven al mejor Largometraje Nacional y de la Prensa Especializada al mejor Largometraje Nacional.

## Filmografía
- 2008, Guionista y Directora de El Regalo.[7]
- 2006, Codirectora de Manuel Rodríguez, Hijo de la Rebeldía, de la Miniserie Héroes.
- 1999, Asistente de Dirección de El Chacotero Sentimental.[7]